# Lutremange
Ne doit pas être confondu avec Loutremange.
Lutremange (Luxembourgeois: Läitren/Läitermännchen) est un hameau de la ville belge de Bastogne, dans la province de Luxembourg.
Situé au cœur de l'Ardenne belge, le hameau est traversé par un ruisseau qui est affluent de la Sûre. Il fait frontière avec le Grand-Duché de Luxembourg.